# Cynthia Ligeard
Cynthia Ligeard (Numea, 15 de junio de 1962) es una política neocaledonia. Desde el 5 de junio de 2014 hasta el 1 de abril de 2015 fue la séptima presidenta del gobierno de Nueva Caledonia. Fue presidenta de la Asamblea de la Provincia del Sur de 2012 a 2014 y anteriormente fue vicepresidenta de la misma Asamblea de 2011 a 2012. Es parte del Gobierno de Nueva Caledonia, es responsable del Servicio público y la Seguridad vial.

## Inicios
Nació en Numea con el nombre de Cynthia Parage siendo la tercera generación de François Parage, que fue condenado a prisión en 1882. Estudió en el "Collège Saint-Joseph-de-Cluny" y en el " lycée Blaise-Pascal"y luego se graduó en Francia y obtuvo una Maestría en Lenguas Extranjeras (Inglés-Español) con especialización en Comercio internacional.
Luego de concluir sus estudios regresó a su país y a su ciudad natal, donde sería contratada para trabajar en servicio de cultura y celebraciones, planificando y organizando eventos y carnavales, sirviendo a los distritos.

## Carrera política
En 2002, entró en la política como jefa de personal del alcalde de Numea, Jean Léques, una de las figuras principales del Rassemblement pour la Calédonie dans la République (RPCP), principal partido anti-independencia y principal partido dominante en el gobierno desde los años 1980.
En 2004 en las Elecciones Provinciales, Ligeard, apareció en la lista de la Coalición-UMP (Nuevo nombre de la RCPC), coalición hecha por el saliente presidente de la Asamblea Provincial del Sur y hombre fuerte de la política desde los años 1970, Jacques Lafleur. En estos comicios, el partido tuvo su primera fuerte derrota desde su creación, aunque logró el 31,19 % de los votos (17.094 votos) y obtuvo 16 de 40 escaños en la Asamblea de la Provincia Sur y también logró 13 de los 32 escaños al Congreso de Nueva Caledonia. Cynthia Ligeard logró entrar en ambos cargos y se convierte en una figura importante de su partido, pues fue vicepresidente de este ante el Congreso. También fue en ese periodo 2004-2009, Miembro de la comisión permanente de la Asamblea y por entre 2006-2007 fue Secretaria de dicho organismo.
Integró la reorganización del partido que se preparaba para elegir a su presidente, sería electo Pierre Frogier en la primera votación interna en 2005. Ligeard en esta ocasión fue Vicesecretaria General y portavoz.
En 2007, luego de la victoria de la Coalición-UMP en las elecciones parlamentarias con 2 candidatos. El partido volvió a las posiciones de liderazgo compitiendo con el partido L'Avenir ensemble, como parte de ese nuevo posicionamiento, Cynthia Ligeard reemplazó a Pierre Maresca en la Presidencia del grupo ante el congreso en julio, y ese mismo mes se convierte en presidenta del Comité interno de Finanzas y Presupuesto y también vicepresidenta de la Infraestructura pública y Energía y de Transporte y Comunicaciones, conservó estas posiciones hasta 2009, menos la última mencionada que abandonó en 2008. También hizo parte de la delegación de su partido en el Acuerdo de Numea en París 2007.
En las elecciones provinciales de 2009, nuevamente integra la lista de la Coalición-UMP en la Provincia del Sur. Su partido logró ganar las elecciones en la provincia pero disminuye en votos logrando el 28,54 % (17.290 votos) perdiendo también un escaño con respecto a las elecciones de 2004, bajando de 16 a 15 representantes y 12 de ellos entran en el Congreso Nacional. Cynthia Ligeard logra mantener sus cargos.
Luego de esto ocupó la dirección de la Comisión de Vivienda, Urbanismo y Ordenación del Territorio en su provincia hasta 2011, en su gobierno se ocupó de la Electrificación y Abastecimiento de Agua Potable en lugar de la construcción de Viviendas sociales. Su proyecto recibe la aprobación de la Asamblea por 29 votos contra 11 (todos los 11 integrantes del L'Avenir ensemble votaron en contra). Sin embargo en 2012 fue anulado el proyecto por el Tribunal Administrativo de Numea de mayoría opositora. También luego de las elecciones ocupó la Presidencia de la Junta de Savexpress para la gestión de autopistas de peaje en el "Gran Numea" y el desarrollo de la política provincial de transporte y la congestión urbana en las carreteras.
En 2011, Pierre Frogier renunció a la Presidencia de la Asamblea de la Provincia del Sur con el fin de hace una oficina de reconducción, entre varios candidatos fue luego reelegido sin sorpresa con 21 votos contra 13 de Sonia Lagarde, 5 votos nulos y 1 que faltó. Luego Alain Lazare y Cynthia Ligeard obtuvieron 21 votos contra 13 de Philippe Michel y Frédéric de Greslan. Luego de esto Ligeard abandonó la comisión que había ocupado desde 2009 para hacerse con las cuestiones de hábitat, salud, cultura y turismo.
Con este nuevo cargo tiene una nueva aparición en la escena provincial y al interior de su partido, luego de que Hilarión Vendégou se convirtiera en Senador de la república y estableciera la legislación sobre el doble mandato, Ligeard afectada restablece la asamblea deliberante en el archipiélago. Luego fue elegida para ser portavoz del comité de apoyo de Nueva Caledonia a Nicolas Sarkozy a las puertas de las Elecciones presidenciales de Francia de 2012 teniendo que debatir con los partidarios de François Hollande.
En las elecciones parlamentarias de junio de 2012, la Coalición-UMP salió derrotada ante L'Avenir ensemble. Gracias a esto Pierre Frogier puso en marcha un proyecto de rejuvenecimiento y feminización en el partido. Por tanto Ligeard abandono su cargo de portavoz pero conserva el de Secretaria general adjunta. Frogier anunció su renuncia a la presidencia de la Asamblea de la provincia del sur, para dedicarse únicamente a la dirección del partido y propone el nombramiento de Cynthia Ligeard. Hecho que sorprendió a la política y medios locales por la corta experiencia de ella y que nunca ha estado a la cabeza del movimiento.
Aunque luego la Coalición-UMP contó con el apoyo de todos los partidos para conservar la presidencia de la provincia y con 24 votos contra 12 de Phillipe Michel y 4 de Sylvain Pabouty, Cynthia Ligeard salió electa como nueva dirigente de la institución. En su gobierno dijo tener como prioridades los jóvenes, vías, vivienda y silvicultura.
A la cabeza de la institución, se enfrenta con Gaël Yanno líder de los disidentes que salió de la Coalición-UMP junto a dos líderes provinciales para unirse al "Movimiento Popular de Caledonia". Por otro lado por determinación de la Asamblea Provincial, se cierran 2 peajes en dos vías de la Gran Numea y esta medida trajo una pérdida financiera a Saverpress, que ahora se encuentra compensado en su totalidad. En el plano ambiental, se aprobó que la Región de los Grandes Lagos del sur se convierta en sitio Convenio de Ramsar1Ramsar. Los grupos ambientalistas criticaron que no se incluyera también las áreas de Prony y Pernod por su potencial minero, ante esto la Asamblea respondió con permitir la creación de una empresa conjunta para explotar los dos lugares, esto conduce a una gran oposición de Calédonie ensemble e independientes por la poca compensación financiera a la comunidad. Phillipe Michel de Calédonie ensemble, dijo que revocaría esta medida si gana las elecciones de 2014.
Cynthia Ligeard lanzó su campaña el 6 de abril en Numea, destacando que buscara hacer un tercer acuerdo para mantener a todos unidos. El día de la elección, la Coalición-UMP liderada por Ligeard termina en el segundo lugar en a provincia del sur con el 19,8% de los votos (13.560 votos) y 9 escaños en la Asamblea Provincial, 7 de ellos logran entrar en el congreso incluyendo a un miembro del partido elegido en la provincia Norte. El partido terminó muy atrás en comparación con Calédonie ensemble y Phillipe Gomes que logró el 36,4% de los votos y 16 escaños, 13 de ellos entran en el congreso entre ellos 2 electos en el norte, YWCA terminó con 18,1% de los votos. Luego de esto Ligeard firmó con Gomes y Gaël Yanno, un acuerdo de gobierno solidario donde entre otros se comprometían a buscar conjuntamente un presupuesto equilibrado para su provincia.
El 16 de diciembre estalló una crisis política cuando los tres ministros de Calédonie ensemble de decidieron abandonar el cargo debido a la oposición de la FPU de adoptar una serie de medidas fiscales, por esto el gobierno saliente buscó quien ocuparía el cargo temporalmente hasta el 1 de abril de 2015, finalmente Ligeard salió elegida ganándole a Phillipe Germain de Calédonie ensemble. Luego de completar el cargo en 2016 fue elegida como Jefe de Campaña regional para Nueva Caledonia.